# Kvalifikace na Mistrovství světa ve fotbale 1998 (UEFA) – skupina 1
Zápasy této kvalifikační skupiny na Mistrovství světa ve fotbale 1998 se konaly v letech 1996 a 1997. Z pěti účastníků si postup na závěrečný turnaj zajistil vítěz skupiny. Druhý tým skupiny hrál buď baráž, nebo postoupil také přímo (pokud byl nejlepší v žebříčku týmů na druhých místech).

## Tabulka
| Poř. | Tým                 | B  | Z | V | R | P | VG | IG | +/- |
| ---- | ------------------- | -- | - | - | - | - | -- | -- | --- |
| 1    | Dánsko              | 17 | 8 | 5 | 2 | 1 | 14 | 6  | 8   |
| 2    | Chorvatsko          | 15 | 8 | 4 | 3 | 1 | 17 | 12 | 5   |
| 3    | Řecko               | 14 | 8 | 4 | 2 | 2 | 11 | 4  | 7   |
| 4    | Bosna a Hercegovina | 9  | 8 | 3 | 0 | 5 | 9  | 14 | -5  |
| 5    | Slovinsko           | 1  | 8 | 0 | 1 | 7 | 5  | 20 | -15 |

## Zápasy
| 24. dubna 1996                  |          |           |                                                                            |
| Řecko                           | 2 – 0    | Slovinsko | Olympijský stadion, Athény diváci: 10 000 rozhodčí: Rune Pedersen (Norsko) |
| Lima-Batista 55' Nikolaidis 65' | (Report) |           | Olympijský stadion, Athény diváci: 10 000 rozhodčí: Rune Pedersen (Norsko) |

| 1. září 1996 |          |                               |                                                                             |
| Slovinsko    | 0 – 2    | Dánsko                        | Stadion za Bežigradom, Lublaň diváci: 5 000 rozhodčí: Urs Meier (Švýcarsko) |
|              | (Report) | A. Nielsen 78' Schjønberg 89' | Stadion za Bežigradom, Lublaň diváci: 5 000 rozhodčí: Urs Meier (Švýcarsko) |

| 1. září 1996                                  |          |                     |                                                                                         |
| Řecko                                         | 3 – 0    | Bosna a Hercegovina | Kalamata Metropolitan Stadium, Kalamata diváci: 4 088 rozhodčí: Günter Benkö (Rakousko) |
| Ouzounidis 41' Apostolakis 79' Nikolaidis 84' | (Report) |                     | Kalamata Metropolitan Stadium, Kalamata diváci: 4 088 rozhodčí: Günter Benkö (Rakousko) |

| 8. října 1996       |          |                                       |                                                                                   |
| Bosna a Hercegovina | 1 – 4    | Chorvatsko                            | Stadio Renato Dall'Ara, Bologna diváci: 1 500 rozhodčí: Atanas Uzunov (Bulharsko) |
| Salihamidžić 25'    | (Report) | Bilić 13' Vlaović 32' Bokšić 64', 85' | Stadio Renato Dall'Ara, Bologna diváci: 1 500 rozhodčí: Atanas Uzunov (Bulharsko) |

| 9. října 1996                      |          |           |                                                                     |
| Dánsko                             | 2 – 1    | Řecko     | Parken Stadium, Kodaň diváci: 40 262 rozhodčí: Paul Durkin (Anglie) |
| Zagorakis 25' (vl.) B. Laudrup 52' | (Report) | Donis 35' | Parken Stadium, Kodaň diváci: 40 262 rozhodčí: Paul Durkin (Anglie) |

| 10. listopadu 1996 |          |               |                                                                                   |
| Chorvatsko         | 1 – 1    | Řecko         | Maksimir Stadium, Záhřeb diváci: 24 000 rozhodčí: Mario van der Ende (Nizozemsko) |
| Šuker 44'          | (Report) | Nikolaidis 9' | Maksimir Stadium, Záhřeb diváci: 24 000 rozhodčí: Mario van der Ende (Nizozemsko) |

| 10. listopadu 1996 |        |                     |                                                                             |
| Slovinsko          | 1 – 2  | Bosna a Hercegovina | Stadion za Bežigradom, Lublaň diváci: 3 200 rozhodčí: Charles Agius (Malta) |
| Zahovič 41' (pen.) | Report | Bolić 5' Kodro 33'  | Stadion za Bežigradom, Lublaň diváci: 3 200 rozhodčí: Charles Agius (Malta) |

| 29. března 1997 |        |                |                                                                 |
| Chorvatsko      | 1 – 1  | Dánsko         | Poljud, Split diváci: 33 865 rozhodčí: Piero Ceccarini (Itálie) |
| Šuker 49'       | Report | B. Laudrup 82' | Poljud, Split diváci: 33 865 rozhodčí: Piero Ceccarini (Itálie) |

| 2. dubna 1997                 |        |                     |                                                             |
| Chorvatsko                    | 3 – 3  | Slovinsko           | Poljud, Split diváci: 15 365 rozhodčí: Paul Durkin (Anglie) |
| Prosinečki 33' Boban 43', 60' | Report | Gliha 45', 65', 66' | Poljud, Split diváci: 15 365 rozhodčí: Paul Durkin (Anglie) |

| 2. dubna 1997       |        |                 |                                                                        |
| Bosna a Hercegovina | 0 – 1  | Řecko           | Koševo Stadium, Sarajevo diváci: 30 000 rozhodčí: Alain Sars (Francie) |
|                     | Report | Frantzeskos 73' | Koševo Stadium, Sarajevo diváci: 30 000 rozhodčí: Alain Sars (Francie) |

| 30. dubna 1997                              |        |           |                                                                       |
| Dánsko                                      | 4 – 0  | Slovinsko | Parken Stadium, Kodaň diváci: 41 278 rozhodčí: Hellmut Krug (Německo) |
| A. Nielsen 3', 55' Pedersen 28' Laudrup 50' | Report |           | Parken Stadium, Kodaň diváci: 41 278 rozhodčí: Hellmut Krug (Německo) |

| 30. dubna 1997 |        |            |                                                                                            |
| Řecko          | 0 – 1  | Chorvatsko | Kaftanzoglio Stadium, Soluň diváci: 15 000 rozhodčí: Antonio Jesús López Nieto (Španělsko) |
|                | Report | Šuker 74'  | Kaftanzoglio Stadium, Soluň diváci: 15 000 rozhodčí: Antonio Jesús López Nieto (Španělsko) |

| 8. června 1997        |        |                     |                                                                         |
| Dánsko                | 2 – 0  | Bosna a Hercegovina | Parken Stadium, Kodaň diváci: 12 000 rozhodčí: Karol Ihring (Slovensko) |
| Rieper 67' Molnar 89' | Report |                     | Parken Stadium, Kodaň diváci: 12 000 rozhodčí: Karol Ihring (Slovensko) |

| 20. srpna 1997            |        |        |                                                                                    |
| Bosna a Hercegovina       | 3 – 0  | Dánsko | Koševo Stadium, Sarajevo diváci: 23 000 rozhodčí: Vítor Melo Pereira (Portugalsko) |
| Mujčin 19' Bolić 25', 35' | Report |        | Koševo Stadium, Sarajevo diváci: 23 000 rozhodčí: Vítor Melo Pereira (Portugalsko) |

| 6. září 1997                  |        |                                  |                                                                         |
| Chorvatsko                    | 3 – 2  | Bosna a Hercegovina              | Maksimir Stadium, Záhřeb diváci: 16 518 rozhodčí: Hugh Dallas (Skotsko) |
| Bilić 27' Marić 39' Boban 79' | Report | Ladić 17' (vl.) Salihamidžić 55' | Maksimir Stadium, Záhřeb diváci: 16 518 rozhodčí: Hugh Dallas (Skotsko) |

| 6. září 1997 |        |                                                 |                                                                                |
| Slovinsko    | 0 – 3  | Řecko                                           | Stadion za Bežigradom, Lublaň diváci: 5 000 rozhodčí: Karol Ihring (Slovensko) |
|              | Report | Alexandris 54' Konstantinidis 89' Machlas 90+1' | Stadion za Bežigradom, Lublaň diváci: 5 000 rozhodčí: Karol Ihring (Slovensko) |

| 10. září 1997                            |        |            |                                                                       |
| Dánsko                                   | 3 – 1  | Chorvatsko | Parken Stadium, Kodaň diváci: 41 381 rozhodčí: Sándor Puhl (Maďarsko) |
| B. Laudrup 15' M. Laudrup 34' Molnar 40' | Report | Šuker 44'  | Parken Stadium, Kodaň diváci: 41 381 rozhodčí: Sándor Puhl (Maďarsko) |

| 10. září 1997       |        |           |                                                                          |
| Bosna a Hercegovina | 1 – 0  | Slovinsko | Koševo Stadium, Sarajevo diváci: 18 000 rozhodčí: Taras Bezubiak (Rusko) |
| Bolić 22'           | Report |           | Koševo Stadium, Sarajevo diváci: 18 000 rozhodčí: Taras Bezubiak (Rusko) |

| 11. října 1997 |        |        |                                                                                |
| Řecko          | 0 – 0  | Dánsko | Olympijský stadion, Athény diváci: 72 000 rozhodčí: Gilles Veissière (Francie) |
|                | Report |        | Olympijský stadion, Athény diváci: 72 000 rozhodčí: Gilles Veissière (Francie) |

| 11. října 1997 |        |                                |                                                                             |
| Slovinsko      | 1 – 3  | Chorvatsko                     | Stadion za Bežigradom, Lublaň diváci: 5 500 rozhodčí: Amand Ancion (Belgie) |
| Zahovič 72'    | Report | Šuker 11' Soldo 39' Bokšić 50' | Stadion za Bežigradom, Lublaň diváci: 5 500 rozhodčí: Amand Ancion (Belgie) |